# 愚园路1376弄
愚园路1376弄（弄名亨昌里）位于中華人民共和國上海市长宁区愚园路1376弄，建于1925年，由先施和永安共同建造，弄内有25幢，各幢高4层，外廊风格新式里弄，占地面积1520平方米，现有160多个信报箱，已列为上海市优秀历史建筑。《布尔塞维克》编辑部旧址位于弄内34号（原亨昌里418号）。